# Стаменко Јоксимовић
Стаменко Јоксимовић (Својново, 1880 – Краљево, 1958) био је српски трговац и хотелијер.

## Биографија
Стаменко Јоксимовић рођен је 1880. године у селу Својново код Варварина. У Краљево се доселио 1903. године, након што је одслужио војни рок. Запослио се у мануфактурној трговини Швапчић-Томић. Након што је 18. марта 1904. године стекао сопствено еснафско писмо, отворио је своју трговачку радњу у Улици краља Петра. Ова радња је била врло популарна међу Краљевчанима јер је била одлично опремљена, а Јоксимовић је робу набављао и из Београда.
Борио се у Балканским ратовима и Првом светском рату, у којима је вршио дужност телефонисте, телеграфисте и командира рефлекторског одељења Друге армије. Учествовао је у пробоју Солунског фронта, а краја рата је дочекао унапређен у чин наредника. Године 1920. изабран је за првог председника месног пододбора носилаца Албанске споменице. У периоду до 1941. више пута је биран за председника Удружења ратника за срез жички.
По окончању рата настојао је да обнови своју трговину. Почетком 1920. године купио је Хотел Студеница, који се налазио у главној краљевачкој улици. Ово здање је реновирао и модернизовао, због чега је његово име променио у Гранд хотел Студеница. Хотел је постао и један од центара културног живота у Краљеву. У њему су одржаване забаве, матинеи, игранке. Ту су гостовала путујућа позоришта. Средином 1930. године Јоксимовић је у хотелу подигао и биоскопску салу са 2000 седишта.
Јоксимовић је уживао велики углед међу својим суграђанима због своје хуманости. Новчано је помагао најсиромашније суграђане, укључујући и ученике, због чега је био јавно похваљен од стране Министарства просвете. Међутим, након економске кризе која је почетком тридесетих година 20. века захватила Југославију, Јоксимовић је доживео финансијски крах. Наиме, како би га реновирао задужио се код Хипотекарне банке, али пошто није био у стању да тај кредит врати изгубио је власништво над хотелом. Запослио се као писар надничар у аеропланској радионици краљевачког Ваздухопловно-техничког завода. На овом послу је остао до 1941. године.
Стаменко је био ожењен Лепосавом, ћерком имућног трговца из Рашке, Јовића Петровића. Пар је имао осморо деце: четири сина и четири ћерке, од којих су двоје преминули у раном детињству. Након Другог светског рата био је изабран за председника Удружења солунских бораца. Преминуо је у Краљеву 1958. године.